# Copa del Mundo de Saltos de Esquí de 2010-2011
La Copa del Mundo de Saltos de Esquí de 2010/2011, fue la 32.ª temporada que se realizó. Comenzó el 28 de noviembre de 2010 en Kuusamo, Finlandia, y finalizó el 20 de marzo de 2011 en Planica, Eslovenia, bajo la organización de la Federación Internacional de Esquí (FIS).

## Tabla de Honor
| Posición | Nombre                | Puntos |
| -------- | --------------------- | ------ |
| 1.       | Thomas Morgenstern    | 1757   |
| 2.       | Simon Ammann          | 1364   |
| 3.       | Adam Małysz           | 1153   |
| 4.       | Andreas Kofler        | 1128   |
| 5.       | Tom Hilde             | 903    |
| 6.       | Martin Koch           | 840    |
| 7.       | Severin Freund        | 769    |
| 8.       | Matti Hautamäki       | 764    |
| 9.       | Gregor Schlierenzauer | 761    |
| 10.      | Kamil Stoch           | 739    |

| Posición | Nombre                | Puntos |
| -------- | --------------------- | ------ |
| 1.       | Gregor Schlierenzauer | 475    |
| 2.       | Martin Koch           | 387    |
| 3.       | Thomas Morgenstern    | 378    |
| 4.       | Adam Małysz           | 347    |
| 5.       | Simon Ammann          | 311    |
| 6.       | Johan Remen Evensen   | 291    |
| 7.       | Tom Hilde             | 263    |
| 8.       | Robert Kranjec        | 242    |
| 9.       | Kamil Stoch           | 241    |
| 10.      | Matti Hautamäki       | 146    |

| Posición | Nación          | Puntos |
| -------- | --------------- | ------ |
| 1.       | Austria         | 7508   |
| 2.       | Noruega         | 4683   |
| 3        | Polonia         | 3239   |
| 4.       | Alemania        | 3155   |
| 5.       | Finlandia       | 2443   |
| 6.       | Japón           | 1697   |
| 7.       | Eslovenia       | 1668   |
| 8.       | Suiza           | 1364   |
| 9.       | República Checa | 1091   |
| 10.      | Rusia           | 446    |